# Hendrick de Keyser il Vecchio
Hendrick Cornelisz de Keyser, conosciuto anche come Hendrick de Keyser I o Hendrick de Keyser il Vecchio o anche come Henri/Henry de Keyser (Utrecht, 15 maggio 1565 – Amsterdam, 15 maggio 1621), è stato un architetto, scultore e medaglista olandese, considerato il più importante tra gli scultori olandesi della sua epoca.
Rappresentante del primo barocco olandese e tra i precursori del classicismo olandese, lavorò soprattutto ad Amsterdam, dove fu autore di alcuni dei monumenti più celebri della città..
Tra le principali opere a cui lavorò, figurano la Montelbaanstoren, la Zuiderkerk di Amsterdam, la Munttoren di Amsterdam, la Noorderkerk di Amsterdam, la Westerkerk di Amsterdam, il Mausoleo di Guglielmo il Taciturno, ecc.
La sua opera di scultore, che combinava elementi classici e neorinascimentali, fu fortemente influenzata da Willem van Tetrode.
Era il padre dell'architetto e scultore Pieter de Keyser (1595-1676), del pittore e architetto Thomas de Keyser (1596-1667) dello scultore e architetto Willem de Keyser (1603- 1674), e dello scultore Hendrick de Keyser il Giovane (1613-1665).

## Biografia
Hendrick Cornelisz de Keyser nacque ad Utrecht il 15 maggio 1565, figlio di un fabbricante di mobili.
Dopo aver studiato probabilmente presso l'architetto Cornelis Bloemaert, esercitò inizialmente l'attività di scultore nella sua città natale.
Nel 1591 si trasferì ad Amsterdam, dove tre o quattro anni dopo fu nominato architetto della città.
Ad Amsterdam sposò Beyken "Barbara" van Wildere, dalla quale ebbe sei figli.
Una delle sue prime opere di rilievo realizzate ad Amsterdam fu la Oost-Indisch Huis, risalente al 1603.
Nel 1614 iniziò a lavorare al Mausoleo di Guglielmo il Taciturno nella Nieuwe Kerk di Delft, considerato la sua opera maggiore.
In seguito, realizzò, tra l'altro, la Munttoren ("Torre della Zecca") di Amsterdam (1620).
Morì il 15 maggio 1621, nel giorno del suo 56º compleanno, probabilmente a causa della malaria.
È sepolto nella Zuiderkerk di Amsterdam.

## Opere[5][8][9]

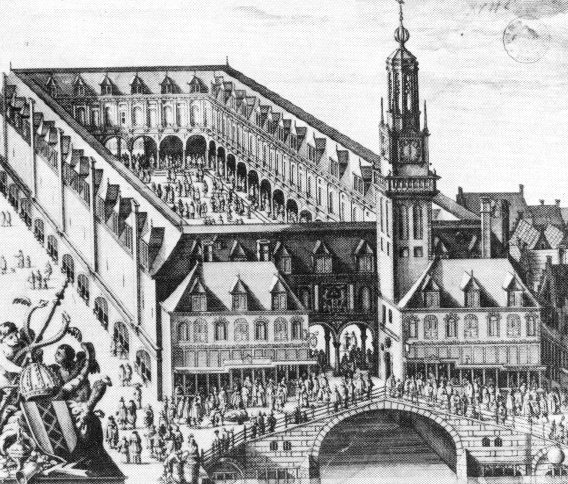
La "Koopmansbeurs" o "Borsa di Hendrick de Keyser" (1611)

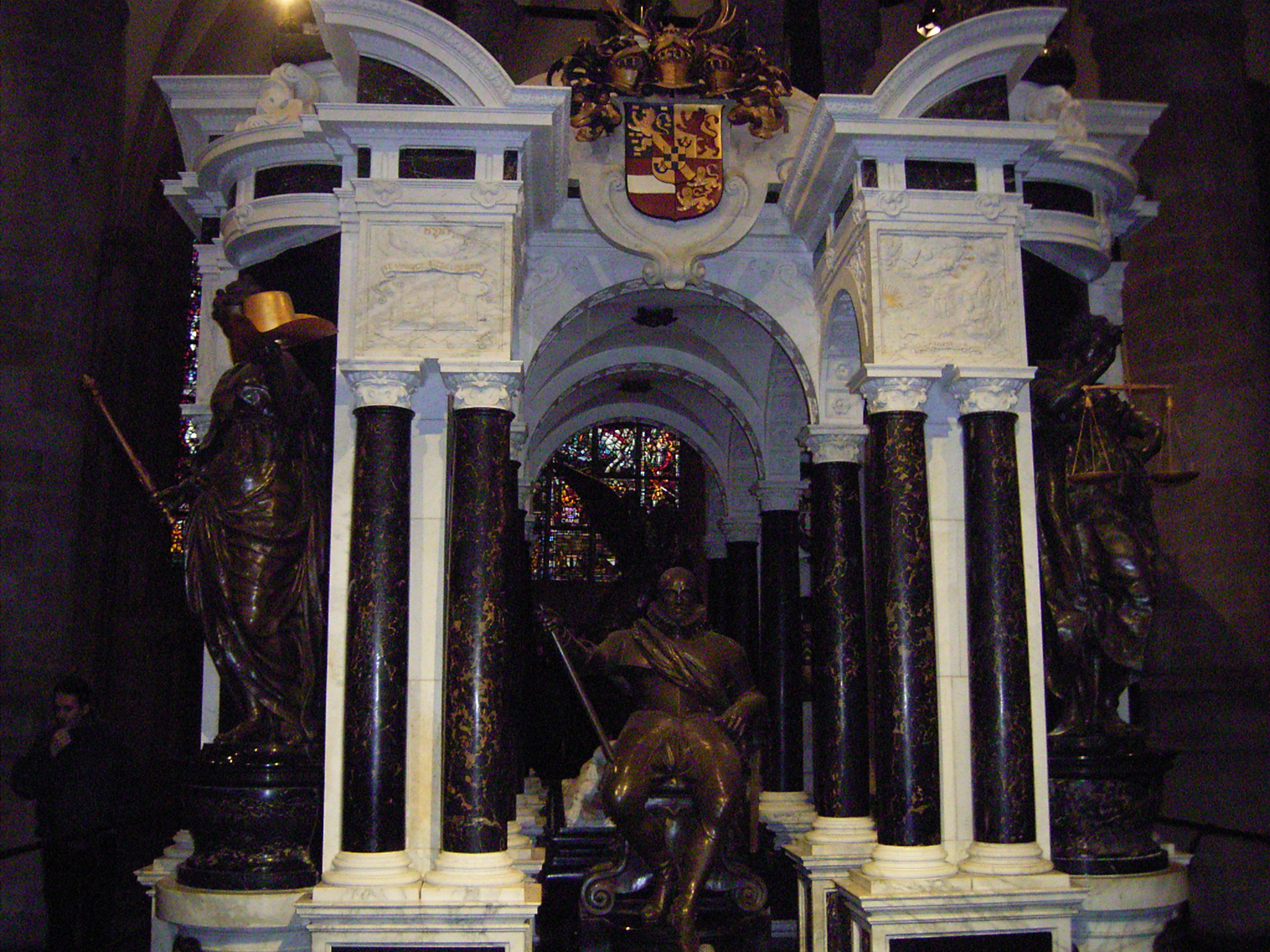
Il Mausoleo di Guglielmo il Taciturno (1614-1623), nella Nieuwe Kerk di Delft, iniziato da Hendrick de Keyser I e completato dopo la morte di quest'ultimo dal figlio Pieter

- 1598: Asilo della Burgerweeshuis, Amsterdam
- 1599-1602: Casa dei Delfini, Amsterdam[19]
- ca. 1603: Porta della Rasphuis, Heiligeweg, Amsterdam.
- 1606 (o 1603): Oost-Indisch Huis, Amsterdam
- 1606: Campanile della Montelbaanstoren, Amsterdam.
- 1611: Koopmansbeurs o "Borsa di Hendrick de Keyser", sulla via Rokin, Amsterdam
- 1603-1611: Zuiderkerk, Zuiderkerkhof, Amsterdam.
- 1618: Haarlemmerpoort, Amsterdam
- 1619: Municipio di Delft
- 1619-1620: Munttoren, Amsterdam
- 1622: Statua di Erasmo da Rotterdam, Rotterdam
- 1620-1623: Noorderkerk, Amsterdam
- 1614-1623: Mausoleo di Guglielmo I il Taciturno, nella Nieuwe Kerk di Delft (completato da Pieter de Keyser).
- Casa Bartolotti, sull'Herengracht, ai N. 170-172 (1618-21)
- 1620-1631: Westerkerk, Amsterdam, (completata da Pieter de Keyser).
- Casa delle Teste, sul Keizersgracht, al N. 123. (1622) (costruita poi da Pieter de Keyser[20]

Gli sono state inoltre attribuite le seguenti opere:
- Jan Roodenpoortstoren  (1616)
- Haringpakkerstoren, sul canale Singel (1607)